# Luis Giannattasio
Luis Giannattasio Finocchietti (Montevideo, 19 de noviembre de 1894 - Montevideo, 7 de febrero de 1965) fue un político, empresario e ingeniero civil uruguayo perteneciente al Partido Nacional que se desempeñó como presidente del Consejo Nacional de Gobierno entre 1964 y 1965.

## Biografía
Ingeniero desde 1918, fue un empresario de éxito en el terreno de la construcción. Profesor de Ingeniería Sanitaria en la Universidad de la República, fue presidente de la Cámara de la Construcción entre 1946 y 1948 y de la (UPADI) en 1949.
Dentro del Partido Nacional perteneció al herrerismo; en 1959 fue designado ministro de Obras Públicas por el primer gobierno blanco y conservó esa secretaría durante todo el período; desarrolló una gran obra de vialidad que incluyen la Ruta 5, la Ruta 26, y el cruce de la Ruta Interbalnearia con la Ruta 11 en Atlántida. 
Su trabajo lo condujo a ser candidato al Consejo Nacional de Gobierno en la lista ganadora de las elecciones generales de 1962. Fue el segundo titular de la lista al Consejo ganadora, por lo que le correspondía la presidencia del mismo durante el segundo año, en marzo de 1964. Durante su mandato visitó el país el por entonces presidente de Francia, Charles de Gaulle. 
No llegó a completar su mandato, ya que falleció en ejercicio de su cargo en Montevideo, el 7 de febrero de 1965, pocas semanas antes de dejar la presidencia del cuerpo y pocos días después de haber participado en Inglaterra, como representante uruguayo, en los funerales de Winston Churchill. Fue sustituido en su cargo en el Consejo por Alejandro Zorrilla de San Martín. 
La principal avenida de Ciudad de la Costa, en el departamento de Canelones, lleva su nombre.